# Радован Бранков
Радован Бранков (Вршац, 1939 — Београд, 5. мај 2014) био је дугогодишњи новинар Радио-телевизије Србије и члан Удружења новинара Србије.

## Биографија
Радован Бранков рођен је у Вршцу 1939. године, а први новинарски посао био му је у листу Јеж, одакле је прешао у Радио Београд. Највећи део радног века провео је као аутор путописних репортажа Студија Б, Пинка, Станкома. Последњих година на БН Телевизији водио је емисију „Репортер“.
Добитник је бројних новинарских награда и признања, међу којима Годишње награде Радио-телевизије Београд и награде на фестивалу ИНТЕРФЕР. На конкурсу репортажа и документарних филмова освојио је награду „Гранд продукције“. Носилац је Повеље бранилаца Београда.